# Plan Trumpa

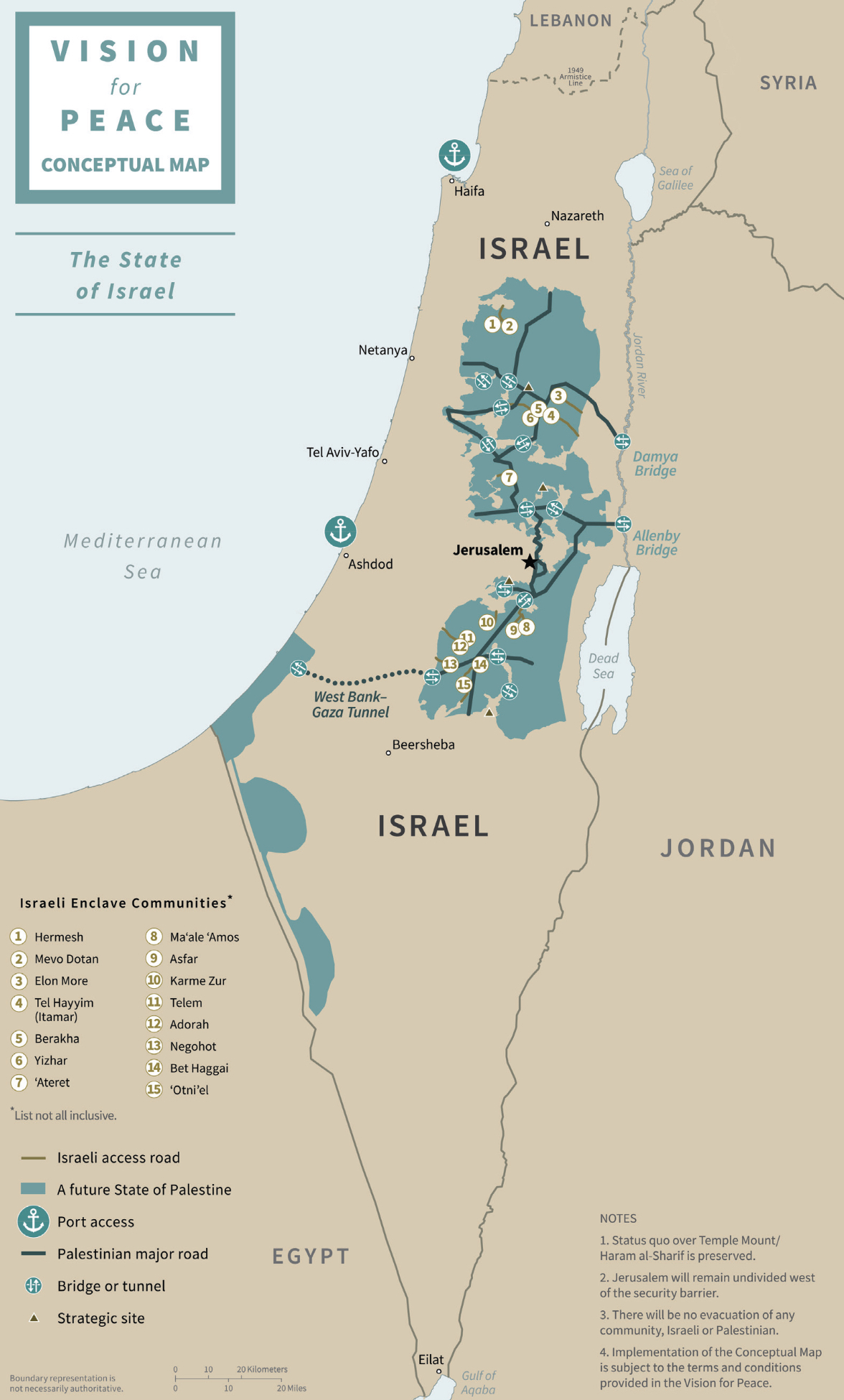
Planowany zasięg państwa palestyńskiego

Plan Trumpa i granice z lat 1947, 1949 i 1967

Plan Trumpa, właśc. Pokój do dobrobytu: wizja polepszenia życia narodu palestyńskiego i izraelskiego – propozycja administracji Donalda Trumpa z wyraźnym zamiarem rozwiązania konfliktu izraelsko-palestyńskiego. Donald Trump oficjalnie zaprezentował plan na konferencji prasowej w Białym Domu 28 stycznia 2020 r. Wraz z premierem Izraela Binjaminem Netanjahu; Przedstawiciele palestyńscy nie zostali zaproszeni. Autorem planu jest zespół kierowany przez zięcia Trumpa, starszego doradcy prezydenta Stanów Zjednoczonych Jareda Kushnera. Plan daje Palestyńczykom około 70% Zachodniego Brzegu. Amerykański prezydent przedstawił proponowaną mapę państw izraelskiego i palestyńskiego. Zgodnie z planem, który ma 80 stron, terytoria palestyńskie miałyby zostać powiększone dwukrotnie, ale Izrael uzyskałby suwerenność nad żydowskimi osiedlami na Zachodnim Brzegu Jordanu. Projekt zakłada też zamrożenie na cztery lata żydowskiego osadnictwa na palestyńskich terenach administrowanych przez Izrael.

## Reakcje międzynarodowe
Arabia Saudyjska, Jordania, Katar i ZEA wyraziły poparcie dla planu pokojowego Donalda Trumpa, który przewiduje stworzenie suwerennego, ale zdemilitaryzowanego państwa palestyńskiego. Podkreślają jednak, że Izrael musi wycofać się z ziem okupowanych od 1967 roku.
Wspierana przez Iran libańska organizacja Hezbollah odrzuciła ogłoszony przez prezydenta USA plan pokojowy dla Bliskiego Wschodu i określiła go jako środek do zniszczenia praw Palestyńczyków. Oskarżyła także państwa arabskie o udział w „umowie wstydu”. Przeciwne założeniom planu są także władze Iranu. Plan Trumpa odrzuciła także Turcja, która określiła go jako próbę kradzieży ziem palestyńskich i zabicia perspektyw ustanowienia państwa palestyńskiego u boku Izraela.